# Дуальская фондовая биржа
Дуальская фондовая биржа (DSX) — рынок ценных бумаг в Камеруне. Биржа расположена в Дуале, крупнейшем городе Камеруна.